# Festival international du film de Beyrouth
 (septembre 2024).
 (septembre 2024).
Le Festival international du film de Beyrouth est considéré comme la principale manifestation cinématographique du genre au Liban. Créé en l’an 2000, il a pour ambition de promouvoir le cinéma d’auteur et les films novateurs arabes et internationaux.